# سازمان منابع طبیعی و آبخیزداری کشور
سازمان منابع طبیعی و آبخیزداری کشور (نام پیشین: سازمان جنگل‌ها، مراتع و آبخیزداری کشور) یکی از سازمان‌های زیرمجموعهٔ وزارت جهاد کشاورزی به‌شمار می‌رود که وظیفه دفاع و حفظ منابع طبیعی ایران را بر عهده دارد. این سازمان از سال ۱۳۸۴ و در پی حملات متعدد به محیط‌بانان و جنگل‌بانان اقدام به تأسیس یگان حفاظت منابع طبیعی کرده است.

## تاریخچه

### اولین اداره جنگلبانی در ایران
بدین ترتیب هسته‌های اولیه تشکیلات جنگل شکل گرفت و در سال ۱۲۹۹ خورشیدی وزارت فلاحت و تجارت، اداره‌ای هر چند ابتدایی در جنگل‌های شمال کشور تشکیل داد.
وظیفه این اداره، نقشه‌برداری از جنگل‌ها، تفکیک جنگل‌های خصوصی از دولتی، تعیین جنگل‌های بکر و صنعتی از جنگل‌های مخروبه و بوته‌زار بود. برای انجام این امر هیأتی بنام هیئت جنگل انتخاب گردید که اعضاء آن عبارت بودند از:
1. هانس شریکر (اتریش)، رئیس هیئت
2. سرکارات، معاون هیئت
3. سید علی زاهدی، مستحفظ جنگل
4. حسن علی گلشاهی، مستحفظ جنگل

این سازمان در ابتدا جایگاه ثابتی نداشت اما اعضاء هیئت در سال ۱۳۰۲ به مازندران رفتند و در شهر مشهدسر (بابلسر فعلی) مستقر شدند.
در اسفند ۱۳۰۲ تصویب‌نامه شماره ۹۱۵۵ به تصویب هیئت وزیران رسید که به‌موجب آن نظام‌نامه جنگلبان‌های ایران تنظیم شد. همزمان با استقرار هیئت جنگل در مازندران یک کارشناس آلمانی بنام (فندم هاگن) به‌عنوان متخصص جنگل برای مدت شش سال استخدام شد. نخستین اقدام فن هاگن این بود که موافقت دولت را با تعیین ردیف بودجه مخصوص جهت جنگل‌ها جلب کند. پس از این اقدام عده‌ای بنام مستحفظ و قراول جنگل استخدام و با لباس متحدالشکل و علائم مخصوص به شمال اعزام شدند.
مستحفظین جنگل هر یک مسئول حوزه‌ای معین بودند که حوزه استحفاظیه نامیده می‌شد. این مستحفظین به‌طور مرتب جنگل‌های حوزه استحفاظیه خود را بازدید می‌کردند و ضمن تهیه نقشه جنگل‌های حوزه خود، مشاهدات خود را با نظام نقشه‌های تقریبی (کروکی) به رؤسای ناحیه تسلیم می‌نمودند. همچنین برای جنگل‌های جنوب و نظارت بر نگهداری مقداری نهال چندل که از زنگبار آورده شده بود یک نفر قراول به جنوب اعزام شد ولی به‌علت تأخیر در پرداخت توفیقی به‌دست نیامد.
در اواخر سال ۱۳۰۹ لوئی نیکه، مستشار فرانسوی جنگل که در اداره‌کل فلاحت استخدام شده بود بازدیدی از جنگل‌های شمال کشور نمود و در سال ۱۳۱۰ به پیشنهاد وی سازمانی بدین شرح به وجود آمد:
1. اداره مرکزی با یک نفر رئیس
2. اداره جنگلبانی گیلان و آستارا با بیست نفر جنگلبان (مرکز این اداره در رشت بود)
3. اداره جنگلبانی منطقه گرگان و مازندران با بیست نفر جنگلبان (مرکز این اداره در شیرگاه بود).

پس از اعزام پاسبان‌های جنگل دولت درصدد برآمد که قطع درخت و بهره‌برداری از جنگل‌ها را برای تهیه تخته و الوار و غیره موکول به دریافت پروانه نماید.

### انحلال سازمان جنگلبانی توسط رضاشاه
چون اقدامات پاسبانان جنگل‌ها راجع به جلوگیری از احداث کوره باعث کمبود زغال در تهران و سایر شهرستان‌ها شد و از طرفی به درآمد مالکان جنگل‌های شخصی لطمه زد، شکایاتی از سوی مالکان شد که در نتیجه آن، سازمان جنگلبانی به دستور رضاشاه در سال ۱۳۱۳ منحل و اعتبار آن از بودجه کل کشور حذف گردید و به استانداران و ادارات دارائی ابلاغ شد که قطع درخت به کلی ممنوع است و منحصراً زغال باید از سرشاخه تهیه شود (دستوری که از لحاظ فنی غلط است) و این دستور در حوزه گیلان شدیدتر از سایر نقاط اجرا شد (به این علت که همه مجبور شوند از جنگل‌های املاک خصوصی چوب و زغال تهیه کنند).
چون در اثر ممنوعیت قطع درخت، جنگل‌نشینان و روستائیان حوزه گیلان از لحاظ تأمین مصارف خود در مضیقه بوده و شکایات متعددی نمودند، دولت ناگزیر دستور قبلی را لغو و موافقت نمود مردم برای تأمین حوائج خود با اجازه دارائی و نظارت مأموران آن از سرشاخه درختان جنگلی استفاده نمایند (دستور غلط فنی جدید). اما استفاده از سرشاخه‌ها نیاز روستاییان را برآورده نمی‌کرد و به همین دلیل سوء استفاده‌های زیادی به عمل آمد و بنام سرشاخه درخت قطع شد.
تا سال ۱۳۲۰ در مازندران و گرگان اساساً سازمان مستقلی برای نگهبانی جنگل‌ها و نظارت در بهره‌برداری از آنها تشکیل نشد و امور مربوط را مأموران املاک اختصاصی اداره می‌کردند. لکن چون احاله وظایف مربوط در گیلان به ادارات دارائی که مأمور کافی نداشتند، مشکلاتی را به وجود آورد، در سال ۱۳۱۴ موافقت شد که اداره کشاورزی گیلان و آستارا از بودجه «دفع آفات نباتی» سازمان کوچکی برای استخدام مأمور جهت نظارت بر قطع اشجار تشکیل دهد و در اجرای این تصمیم ۲۴ نفر بنام پاسبان جنگل استخدام شدند.

### تشکیل دایره جنگل – اداره جنگلبانی
بدین ترتیب برای رسیدگی به گزارش‌های واصله از جنگل‌های گیلان و آستارا و صدور دستورهای لازم، تشکیل سازمان کوچکی در مرکز ضروری می‌نمود؛ لذا در سال ۱۳۱۷ در اداره امور کشاورزی، دایره‌ای بنام دایره جنگل در اداره‌کل فلاحت تأسیس و تصدی آن در سال ۱۳۱۸ به کریم ساعی واگذار گردید.
در اثر اقدامات ساعی توجه اداره‌کل کشاورزی بیش از پیش به موضوع جنگل‌ها معطوف و در پی آن در سال ۱۳۱۹ اداره جداگانه‌ای بنام «اداره جنگلبانی» به ریاست خود ایشان تشکیل گردید.
پس از تشکیل اداره جنگلبانی، ساعی گزارش جامعی در باب لزوم تشکیل سازمان جنگلبانی تهیه نمود که توسط رئیس‌کل کشاورزی وقت به اطلاع رضاشاه رسید و مقرر گردید که این سازمان در محل کوچکی آزمایش شود تا در صورت حصول نتیجه مساعد در سراسر شمال تعمیم داده شود.
برای این منظور ناحیه «کجور» (از شمال به دریای خزر، از جنوب به ارتفاعات البرز، از مغرب به دره چالوس و از شرق به رودخانه گلندرود و علمده محدود است) انتخاب و متعاقباً در اواخر ۱۳۱۹ به تأسیس چهار خزانه جنگلی در دشت نظیر، چالوس، علمده و ولی‌آباد اقدام گردید. ولی به مناسبت وقایع بین‌المللی و به‌دلیل مشکلات نظامی و سیاسی روز با ادامه این عملیات نظر مساعدی نشان داده نشد و در نتیجه تکمیل آن میسر نگردید تا اینکه در اثر حوادث شهریور سال ۱۳۲۰ موضوع کلا به بوته فراموشی سپرده شد.

### تشکیل اداره‌کل جنگل‌ها
در نیمه دوم سال ۱۳۲۰ اداره‌کل کشاورزی به وزارت کشاورزی و در سال ۱۳۲۱ اداره جنگلبانی به اداره‌کل جنگل‌ها تبدیل گردید و در هر یک از مناطق شمال (گیلان - شهسوار - مازندران - گرگان) سازمان منطقه‌ای جنگلبانی که تحت نظر رؤسای ادارات کشاورزی انجام وظیفه می‌نمودند تشکیل شد و در بخش‌ها نیز شعب جنگلبانی تشکیل گردید که مستقیماً زیر نظر رئیس جنگلبانی فعالیت می‌کردند.
در سال ۱۳۲۱ نخستین قانون راجع به جنگل‌ها مشتمل بر ۱۸ ماده و ۷ تبصره به تصویب رسید و آئین‌نامه آن در اوایل سال ۱۳۲۲ از تصویب هیئت وزیران گذشت. تصدی اداره‌کل جنگل‌ها تا اواسط سال ۱۳۲۴ با کریم ساعی بود و از این تاریخ تا تاریخ ۱۳۲۶/۴/۱۰ با غلامعلی بنان و در حدود دو ماه بعد از آن با آقای صفایی بود و سپس تا اواخر سال ۱۳۲۷ که به‌موجب تصویب‌نامه شماره ۲۰۵۲۳ مورخ ۱۳۲۷/۱۲/۲۴ هیئت وزیران اداره‌کل جنگل‌ها به بنگاه جنگل‌ها تبدیل شد.

### تشکیل بنگاه جنگل‌ها
هیئت وزیران در جلسه ۱۳۲۷/۱۲/۲۴ بنا به پیشنهاد ۱۴ اسفند ۱۳۲۷ وزارت کشاورزی، مراتب زیر را تصویب نمودند:
1. به‌منظور حفظ و حراست جنگل‌ها بنگاهی بنام «بنگاه جنگل‌ها» تشکیل می‌شود.
2. وزارت دارایی کلیه جنگل‌های دولتی و مراتع واقع در حوزه آن جنگل را به بنگاه جنگل‌ها منتقل خواهد نمود.
3. بنگاه جنگل‌ها دارای شخصیت حقوقی مستقل و روی اصول بازرگانی بهره‌برداری اداره شده و تحت نظر وزارت کشاورزی خواهد بود.

در این تصویب‌نامه وظایف، سرمایه، هیئت مدیره، هیئت بازرسی و امور استخدامی منظور گردیده بود. وظایف بنگاه علاوه بر حفظ، احیاء توسعه و بهره‌برداری جنگل‌های دولتی و ایجاد صنایع مختلف چوب و نقشه‌برداری از آنها، نظارت و مراقبت در بهره‌برداری جنگل‌های غیردولتی و همچنین مشارکت با صاحبان جنگل‌های غیردولتی در امر بهره‌برداری و ایجاد صنایع بود.
در تشکیلات بنگاه در نواحی «خارج از مرکز» قسمتی از جنگل که نگهبانی آن به‌عهده یک مأمور جنگلبانی واگذار می‌شد اساس کار قرارگرفته و نام آن «حوزه جنگلبانی» گذارده شد. مرکز مشترک دو الی ۴ جنگلبانی که در حوزه‌های جنگلبانی مجاور پاسبانی می‌کردند «پاسگاه جنگل» نامیده می‌شد و ارشد جنگلبان هر پاسگاه علاوه بر مسئولیت حوزه خود بر تمام حوزه پاسگاه نظارت داشت. این مأمور جنگلبان ارشد نامیده می‌شد. دو الی چهار پاسگاه تحت نظر یک سرجنگلبانی و دو الی ۶ سرجنگلبانی تحت نظر یک جنگلدار اداره می‌شد و چند جنگلدار تحت نظر یک سرجنگلدار بودند. سرجنگلدار مسئول یک منطقه جنگلی است مانند منطقه گیلان و آستارا، منطقه شهسوار و نوشهر، منطقه مازندران و غیره. چند منطقه جنگل یک «ناحیه» جنگل را تشکیل می‌داد که تحت سرپرستی یک «سر بازرس فنی جنگل» بود.
بر اساس این رویه بنگاه جنگل‌ها در شمال چهار سرجنگلداری به شرح زیر تأسیس کرد:
1. سرجنگلداری گیلان و آستارا به مرکزیت رشت شامل چهار جنگلداری
2. سرجنگداری شهسوار و نوشهر به مرکزیت شهسوار (تنکابن) شامل سه جنگلداری
3. سرجنگلداری مازندران به مرکزیت شاهی (قائم‌شهر) شامل چهار جنگلداری
4. سرجنگلداری گرگان به مرکزیت گرگان شامل چهار جنگلداری

ضمناً سربازرس فنی جنگل‌های ناحیه شمال که مرکز آن در بابلسر قرار داشت با چهار بازرس که در چهار منطقه مزبور داشت بر امور مربوط نظارت می‌نمود.

### تشکیل سازمان جنگلبانی
در شهریور ۱۳۳۸ قانون جنگل‌ها و مراتع مشتمل بر ۲۸ ماده و ۲۲ تبصره به تصویب رسید و آئین‌نامه آن در ۱۳۳۹/۱۰/۳ به تصویب هیئت وزیران رسید.
تشکیلات مذکور در سال ۱۳۴۶ در سازمان امور اداری و استخدامی کشور تأیید شد.
هدف و وظایف کلی سازمان جنگلبانی ایران که در تیرماه سال ۱۳۴۶ به تصویب سازمان امور اداری و استخدامی کشور رسید به شرح زیر بود:
1. اجرای قانون ملی شدن جنگل‌ها و مراتع مصوب سال ۱۳۴۱
2. حفظ و حراست و بهره‌برداری صحیح از جنگل‌ها و مراتع
3. ایجاد جنگل‌های مصنوعی و توسعه جنگل‌های موجود
4. انجام بررسی‌های مربوط به فرسایش خاک و سایر وسایل مربوط به جنگل
5. تعلیم و تربیت کادر لازم برای انجام وظایف محوله

قوانینی که از سال ۱۳۴۱ به تصویب رسید از جمله قانون ملی شدن جنگل‌ها و مراتع مصوب دی ۱۳۴۱، قانون حفاظت و بهره‌برداری از جنگل و مراتع کشور مصوب مرداد ۱۳۴۶، قانون اراضی مستحدثه و ساحلی مصوب مرداد ۱۳۴۶، قانون تشکیل شرکت‌های سهامی زراعی، قانون تقسیم و فروش املاک مورد اجاره به زارعین مستأجر، قانون بیمه‌های اجتماعی روستائیان و سایر قوانینی که از قبل به تصویب رسیده و مجری کلیه آنها وزارت کشاورزی بود در سال ۱۳۴۶ حجم کاری زیادی را در وزارت کشاورزی ایجاد نمود که منجر به تشکیل چهار وزارت‌خانه گردید و به‌دلیل اهمیتی که برای بخش‌های مختلف منابع طبیعی ذکر می‌گردید یکی از این وزارت‌خانه‌ها وزارت منابع طبیعی بود.

### تشکیل وزارت منابع طبیعی
پس از تصویب قانون تأسیس وزارت منابع طبیعی در سال ۱۳۴۶، تشکیلات وزارت مزبور در اردیبهشت ۱۳۴۷ به تصویب رسید. به‌موجب ماده دو قانون تشکیل وزارت منابع طبیعی، سازمان جنگلبانی و موسسات تابعه آن با دارائی و بودجه و کارکنان مربوط به وزارت منابع طبیعی منتقل گردید و شرکت سهامی شیلات ایران و همچنین شرکت بهره‌برداری و صنایع چوب گیلان به این وزارت وابسته شدند.

#### اهداف وزارت منابع طبیعی
حفظ و حمایت و اصلاح خاک‌های کشور و فراهم آوردن موجبات بهره‌برداری از آنها و همچنین حفظ و حمایت و توسعه و تکثیر و بهره‌برداری از سایر منابع طبیعی (جنگل‌ها، مراتع، حیوانات وحشی و آبزیان دریاها و همچنین آبزیان آب‌های داخلی)

#### وظایف اساسی
1. حفظ و حراست و بهره‌برداری صحیح از جنگل‌ها و مراتع و توسعه
2. حفظ و حمایت و تکثیر و توسعه بهره‌برداری صحیح از ماهی و سایر آبزیان موجود در خلیج فارس و دریای عمان و دریای مازندران و آب‌های داخلی
3. فراهم کردن موجبات پرورش و تکثیر و بهره‌برداری از ماهی آب‌های داخلی
4. حفظ و حمایت و تکثیر حیوانات وحشی و پرندگان شکاری
5. ایجاد مراتع و جنگل‌های مصنوعی و تعلیم و تربیت کادر لازم برای انجام وظایف محوله
6. اجرای قوانین مربوط به جنگل‌ها و مراتع، آبزیان و حیوانات وحشی و پرندگان شکاری و فرسایش و حفاظت خاک و آبخیزها و تثبیت شن‌های روان

### تشکیل سازمان جنگل‌ها و مراتع کشور
وزارت منابع طبیعی در اجرای قانون جدید تشکیلات و تعیین وظایف سازمان‌های وزارت کشاورزی و منابع طبیعی و انحلال وزارت منابع طبیعی مصوب ۱۳۵۰/۱۱/۱۲ منحل گردید.
برابر موادی از قوانین مزبور که به شرح زیر ذکر می‌گردد سازمان جنگل‌ها و مراتع کشور به‌صورت یک سازمان مستقل که رئیس آن تحت معاونت وزارت کشاورزی و منابع طبیعی قرار داشت تشکیل گردید.

#### بخش‌هایی از مفاد قانون انحلال وزارت منابع طبیعی
ماده ۱) از تاریخ تصویب این قانون وزارت منابع طبیعی منحل و کلیه کارکنان و تشکیلات و وظایف و اختیارات و اعتبارات و دارائی آن وزارت و شرکت‌ها و موسسات و واحدهای وابسته به آن و صندوق عمران مراتع به وزارت کشاورزی که از این به بعد وزارت کشاورزی و منابع طبیعی نامیده می‌شود منتقل یا وابسته می‌گردد و کلیه وظایف و اختیارات وزیر و وزارت منابع طبیعی ناشی از قوانین و مقررات مربوط به منابع طبیعی یا سایر قوانین به وزیر و وزارت کشاورزی و منابع طبیعی واگذار می‌شود.
ماده ۲) به‌منظور انجام وظایف و مقررات مربوط به حفظ، حمایت و احیاء و توسعه و بهره‌برداری از جنگل‌ها و مراتع و اراضی جنگلی و بیشه‌های طبیعی و اراضی مستحدثه ساحلی و حفاظت آبخیزها، سازمانی بنام «سازمان جنگل‌ها و مراتع کشور» تشکیل می‌شود.
تبصره ۱- آن قسمت از تشکیلات و اعتبارات لازم برای اجرای قوانین مربوط و دارائی وزارت منحل شده منابع طبیعی که به تشخیص وزارت کشاورزی و منابع طبیعی ضروری باشد به سازمان مذکور منتقل و محول می‌شود. سازمان مزبور دارای شخصیت حقوقی و ذی‌حسابی مستقل می‌باشد و رئیس سازمان، سمت معاونت وزارت کشاورزی و منابع طبیعی را خواهد داشت.
تبصره ۲- وزیر کشاورزی و منابع طبیعی می‌تواند هر جزء از وظایف دیگر پیش‌بینی شده در ماده ۱۷ این قوانین را که مربوط به وظایف مندرج در این ماده باشد در صورت ضرورت به این سازمان محول نماید.
ماده ۳) وزارت کشاورزی و منابع طبیعی مکلف است در زمینه حفظ منابع طبیعی و جلوگیری از انهدام آنها و بهبود محیط زیست گیاهان و جانوران و پیشگیری از هر اقدامی که زیان بخش و موجب برهم خوردن تناسب و تعادل محیط زیست بشود طبق آئین‌نامه‌های لازم اقدام و بر حسن اجرای مقررات مربوط نظارت نماید.
تشکیلات ستاد سازمان جنگل‌ها و مراتع کشور پس از بررسی‌های لازم در اردیبهشت‌ماه سال ۱۳۵۱ و تشکیلات تفصیلی واحدهای خارج از مرکز در اسفند سال ۱۳۵۱ به تصویب سازمان امور اداری و استخدامی کشور رسید.

### الحاق سازمان جنگل‌ها و مراتع کشور به وزارت جهاد سازندگی
در سال ۱۳۶۶ عنوان سرجنگلداری کل در استان‌ها به اداره‌کل منابع طبیعی تغییر یافت. همچنین اولین شماره مجله جنگل و مرتع در سال ۱۳۶۷ توسط سازمان انتشار یافت.
بر اساس ماده واحده قانون تفکیک وظایف وزارت‌خانه‌های کشاورزی و جهاد سازندگی مصوب ۱۳۶۹/۶/۱۱ کلیه امور مربوط به حفظ، احیاء، گسترش و بهره‌برداری از منابع طبیعی (جنگل، مرتع و شیلات، آبخیزداری)، کلیه امور دام و طیور و عمران روستایی، بهسازی، صنایع روستائی و آبرسانی روستاها بر عهده جهاد سازندگی قرار گرفته و بر اساس تبصره ۱ ماده واحده مذکور، موسسات و شرکت‌های تابعه و وابسته نیز بر اساس تفکیک وظایف فوق وابسته و تابع وزارت‌خانه‌های مزبور شدند. بدین ترتیب سازمان جنگل‌ها و مراتع در زیر مجموعه وزارت جهاد سازندگی قرار گرفت. این سازمان دارای شخصیت حقوقی و ذی‌حسابی مستقل و رئیس سازمان، سمت معاونت وزارت جهاد سازندگی را دارا بود.

### تشکیل وزارت جهاد کشاورزی
در سال ۱۳۷۹ وزارت‌خانه‌های جهاد سازندگی و کشاورزی ادغام و وزارت جهاد کشاورزی را تشکیل دادند. بدین ترتیب رئیس سازمان جنگل‌ها و مراتع کشور سمت معاون وزیر جهاد کشاورزی را عهده‌دار شد.

### تشکیل سازمان جنگل‌ها، مراتع و آبخیزداری کشور
همچنین طی مصوبهٔ شورای‌عالی اداری در ۳ تیر ۱۳۸۱ وظایف مربوط به آبخیزداری از وزارت جهاد کشاورزی منفک و به سازمان جنگل‌ها و مراتع کشور واگذار شد و عنوان این سازمان به «سازمان جنگل‌ها، مراتع و آبخیزداری» تغییر یافت.

### تغییر عنوان به سازمان منابع طبیعی و آبخیزداری کشور
در سال ۱۴۰۰ با ابلاغ مصوبهٔ شورای‌عالی اداری، عنوان این سازمان به «سازمان منابع طبیعی و آبخیزداری کشور» تغییر یافت.

## اهداف و وظایف

### هدف سازمان
حفظ و حمایت، احیاء، توسعه و بهره‌برداری اصولی از جنگل‌ها، مراتع، زمینهای جنگلی، بیشه‌های طبیعی، زمینهای مستحدثه ساحلی، حفاظت و حمایت از آب و خاک کشور از طریق مدیریت علمی بر حوزه‌های آبخیز و رعایت اصول توسعه پایدار

### وظایف سازمان
1. تدوین سیاست‌ها و راهبردهای بخش منابع طبیعی و آبخیزداری و تنظیم و اجرای برنامه‌های توسعه منابع طبیعی و آبخیزداری در چهارچوب سیاست‌های توسعه پایدار
2. حفظ، حمایت، حراست و بهره‌برداری اصولی از جنگل‌ها، مراتع و بیابان‌ها و حوزه‌های آبخیز کشور
3. تشخیص و تفکیک حریم قانونی زمینهای ملی از مستثنیات اشخاص حقیقی و حقوقی و تثبیت حاکمیت دولت بر منابع ملی کشور
4. بررسی و مطالعه حوزه‌های آبخیز کشور به‌منظور برنامه‌ریزی و تهیه طرح‌های جامع و اجرای فعالیت‌های منابع طبیعی و آبخیزداری در حوزه‌های آبخیز کشور
5. توسعه جنگل‌ها و مراتع دست کاشت، پارک‌های جنگلی، اصلاح و احیاء جنگل‌ها و مراتع مخروبه و ترویج زراعت چوب با تأکید بر حفظ ذخایر ژنتیکی و تنوع زیستی گیاهی
6. مطالعه و برنامه‌ریزی مناسب جهت افزایش بهره‌وری در فعالیت‌های اجرایی
7. مطالعه، طراحی و بهینه‌سازی الگوها و نظام‌های تولید وبهره‌برداری در زمینه منابع طبیعی و آبخیزداری با استفاده از دانش بومی و تجربیات جهانی
8. جلب مشارکت اشخاص حقیقی و حقوقی در اجرای فعالیت‌های منابع طبیعی و آبخیزداری
9. تدوین، اجرا و به‌هنگام‌سازی نظام اطلاع‌رسانی منابع طبیعی و آبخیزداری کشور جهت ارتقاء دانش عمومی و ترویج فرهنگ منابع طبیعی
10. مطالعه و برنامه‌ریزی جهت توسعه مدیریت و سرمایه انسانی سازمان به‌منظور ارتقاء بهره‌وری و اثربخشی

## ساختار داخلی
این سازمان شامل چهار معاونت با نام‌های زیر می‌باشد:
- معاونت آبخیزداری، امور مراتع و بیابان
- معاونت امور جنگل
- معاونت حفاظت و امور اراضی
- معاونت برنامه‌ریزی، توسعه مدیریت و منابع

## بخش‌ها و مجموعه‌های مرتبط

### حوزه نمایندگی ولی فقیه
در سال ۱۳۸۴ تحت نظر دفتر نمایندگی ولی فقیه در وزارت جهاد کشاورزی فعالیت خود را شروع کرد.

### یگان حفاظت
یگان حفاظت منابع طبیعی یکی از زیرمجموعه‌های پلیس پیشگیری فرماندهی انتظامی جمهوری اسلامی ایران است که با درخواست و تأمین بودجه از سوی سازمان جنگل‌ها، مراتع و آبخیزداری کشور و با تصویب ستاد کل نیروهای مسلح از اواخر سال ۱۳۸۴ رسماً تشکیل شد. هدف از تشکیل این یگان، دفاع مؤثرتر از جنگل‌ها و منابع طبیعی کشور خصوصاً با توجه به حملات متعدد و قتل محیط‌بانان و جنگل‌بانان عنوان شده است. مجوز تأسیس این یگان در سال ۱۳۸۲ صادر شده بود.

## رئیسان سازمان
- محمدحسین جزیره‌ای
- یحیی نظیری
- عباسعلی زالی
- سید محمد میرمحمدی
- محمود زارع‌زاده
- علی فضیلتی
- جلال رسول‌اف
- ربیع فلاح (۱۳۶۹–۱۳۷۶)
- سید حمید کلانتری (۱۳۷۶–۱۳۸۰)[۸]
- محمد صمدی (مهر ۱۳۸۰–شهریور ۱۳۸۴)[۹]
- خداکرم جلالی (شهریور ۱۳۸۴–تیر ۱۳۸۶)[۱۰]
- فرود شریفی (تیر ۱۳۸۶–تیر ۱۳۸۹)[۱۱]
- علی سلاجقه (تیر ۱۳۸۹–مرداد ۱۳۹۰)[۱۲]
- علیرضا اورنگی (مرداد ۱۳۹۰–شهریور ۱۳۹۰) (سرپرست)[۱۳]
- علیرضا اورنگی (شهریور ۱۳۹۰–مهر ۱۳۹۲)[۱۴]
- خداکرم جلالی (مهر ۱۳۹۲–آذر ۱۳۹۶)[۱۵]
- خلیل آقایی (آذر ۱۳۹۶–آبان ۱۳۹۸)[۱۶]
- خسرو شهبازی (آبان ۱۳۹۸–فروردین ۱۳۹۹) (سرپرست)[۱۷]
- مسعود منصور (فروردین ۱۳۹۹–اردیبهشت ۱۳۹۹) (سرپرست)[۱۸]
- مسعود منصور (اردیبهشت ۱۳۹۹–خرداد ۱۴۰۱)[۱۹]
- عباسعلی نوبخت (خرداد ۱۴۰۱–مهر ۱۴۰۱) (سرپرست)[۲۰]
- عباسعلی نوبخت (مهر ۱۴۰۱–تیر ۱۴۰۳)[۲۱]
- حسن وحید (تیر ۱۴۰۳–آذر ۱۴۰۳) (سرپرست)[۲۲]
- علی تیموری (آذر ۱۴۰۳–بهمن ۱۴۰۳) (سرپرست)[۲۳]
- علی تیموری (بهمن ۱۴۰۳–اکنون)[۲۴]